# Galera Record
Galera Record é um selo do Grupo Editorial Record especialmente criado para o público jovem. No mercado desde 2007, possui três subdivisões - Galera, Galerinha e Galera Record. Publica livros de Meg Cabot, Cecily von Ziegesar, entre outros.